# Lobocleta costalis
Lobocleta costalis là một loài bướm đêm trong họ Geometridae.